# Mercer County (Pennsylvania)
Mercer County ist ein County im Bundesstaat Pennsylvania der Vereinigten Staaten. Bei der Volkszählung im Jahr 2020 hatte das County 110.652 Einwohner und eine Bevölkerungsdichte von 64 Einwohner pro Quadratkilometer. Der Verwaltungssitz (County Seat) ist Mercer.

## Geschichte
Das County wurde am 12. März 1800 gebildet und nach Hugh Mercer benannt, einem General im Amerikanischen Unabhängigkeitskrieg.

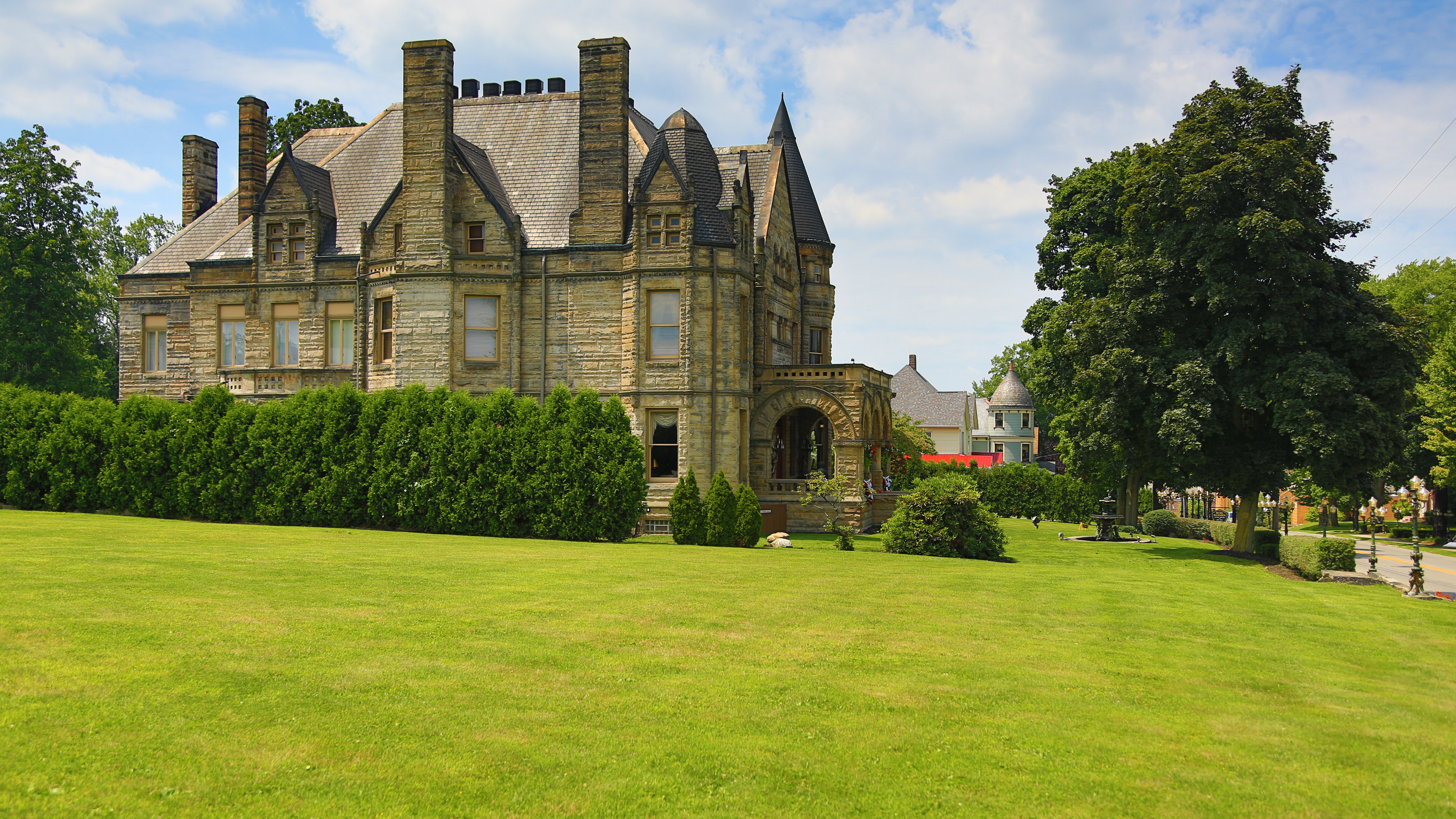
Die Frank H. Buhl Mansion ist einer von 15 Einträgen des Countys im NRHP

15 Bauwerke und Stätten des Countys sind im National Register of Historic Places (NRHP) eingetragen (Stand 23. Juli 2018).

## Geographie
Das County hat eine Fläche von 1768 Quadratkilometern, wovon 28 Quadratkilometer Wasserfläche sind.

## Städte und Ortschaften

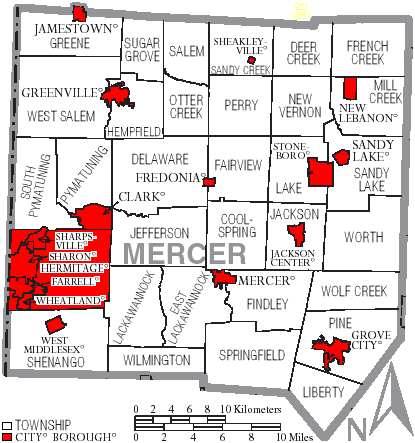
Karte des Mercer Countys

| - Clark - Coolspring Township - Deer Creek Township - Delaware Township - East Lackawannock Township - Fairview Township - Farrell - Findley Township - Fredonia - French Creek Township - Greene Township - Greenville - Grove City - Hempfield Township - Hermitage - Jackson Center | - Jackson Township - Jamestown - Jefferson Township - Lackawannock Township - Lake Township - Liberty Township - Mercer - Mill Creek Township - New Lebanon - New Vernon Township - Otter Creek Township - Perry Township - Pine Township - Pymatuning Township - Salem Township - Sandy Creek Township | - Sandy Lake Township - Sandy Lake - Sharon - Sharpsville - Sheakleyville - Shenango Township - South Pymatuning Township - Springfield Township - Stoneboro - Sugar Grove Township - West Middlesex - West Salem Township - Wheatland - Wilmington Township - Wolf Creek Township - Worth Township |